# Oracle Discoverer
Em ambientes com Banco de dados Oracle, Oracle Business Intelligence Discoverer, ou simplesmente Discoverer, compreende um conjunto de ferramentas para consultas, relatórios, análise de dados e publicação Web ad-hoc.
A Oracle Corporation comercializa o Oracle Discoverer como um produto de Inteligência de negócios.
Usuários do ambiente Oracle 10.1.2.0.0 conheceram o Discoverer como Oracle Business Intelligence Discoverer e previamente como Oracle Discoverer.

## Componentes
O produto Discoverer inclui:
- Discoverer Administrator
- Discoverer Catalog
- Discoverer Desktop
- Discoverer End-User layer
- Discoverer Plus
- Discoverer Portlet Provider
- Discoverer Portlets
- Discoverer Viewer
- Discoverer Ass